# 李士群
李 士群（り しぐん、1905年 - 1943年9月9日）は、中華民国の政治家。南京国民政府（汪兆銘政権）の要人で、特工総部（ジェスフィールド76号）の指導者の1人として知られる。

## 事跡
上海で私立美術専科学校、私立上海大学を卒業する。続いてソ連に留学して東方勤労者共産大学を卒業した。中国国民党が北伐を開始した頃に中国共産党に加入し、上海を拠点に活動していた。
しかし1932年（民国21年）に国民政府当局に逮捕されると、転向を表明する。国民党中央組織部調査科に属して、上海で『社会新聞』を拠点に特務としての活動に従事した。このとき、丁黙邨・唐恵民らと同僚になっている。
1937年（民国26年）の日中戦争（抗日戦争）勃発後に南京が陥落すると、李士群は上層部の指示により南京に潜伏した。翌年夏からは、香港の日本総領事館との連携を開始し、土肥原機関と接触して上海で活動を開始している。1939年（民国28年）5月、汪兆銘（汪精衛）の配下となり、特工総部副主任に任ぜられた。
8月、汪が（汪派）国民党第6回全国代表大会を開催すると、李士群は中央委員に選出されている。まもなく開催された6期1中全会で国民党中央委員会特務委員会が設置されると、副主任委員に任じられた。これと合わせて特工総指揮部副主任と粛清委員会副主任も兼任している。李は、汪兆銘腹心としての立場を利用して「公館派」の一員として次第に台頭し、特工総部主任丁黙邨をも凌駕する権勢を有するようになる。しかし、丁は周仏海率いる「CC派」の幹部であったため、周が次第に李に対して不満を抱いたとされる。
1940年（民国29年）3月、汪兆銘が南京国民政府を正式に樹立すると、李士群は、警政部政務次長、特工総部主任、中央政治委員会委員を兼任した。翌月には、警政部政治警察署署長と軍事委員会委員も兼ねている。12月、警政部部長に昇格した。
翌年からは、中日文化協会上海分会理事長、清郷委員会蘇州弁事処処長、南京清郷幹部人員訓練所所長、行政院政務委員、社会行動指導委員会委員を歴任した。1942年（民国31年）3月に清郷地区党務弁事処主任、10月に調査統計部部長となる。翌年1月、江蘇省長に任命された。6月には新国民運動促進会江蘇分会主任も兼任している。
同年9月6日、上海憲兵隊特高課課長岡村適三の招待で出席した宴席において、李士群は毒を盛られて倒れる。9日に蘇州でそのまま死亡した。戦後、軍統局が周仏海の裁判に提出した資料によれば、軍統と周が共謀して李を毒殺したとされる。しかし、真相は諸説が囁かれている。享年39。

## 注
1. ↑  劉傑『漢奸裁判』、135-136頁。
2. ↑  『審訊汪偽漢奸筆録』上（劉傑同上、229頁より）。ただし、この資料では、宴会の開催日を9月9日としている。